# Daniel Galo
Daniel Galo (Monterrey, Nuevo León; 9 de enero de 1984) es un actor mexicano. Galo ha dedicado parte de su vida a muchos ámbitos del cine, tales como el la Dirección, Doblaje y la Actuación. Galo, ha realizado una cantidad considerable de largometrajes y cortometrajes, siendo el más reciente Levantamuertos, el cual fue estrenado el 30 de octubre en Mexicali BC y está previsto a estrenarse en cines mexicanos en el resto de la República durante el último cuarto de año del 2015.
Galo ha tenido una trayectoria de más de 10 años, conocido sobre todo por el mercado hispanoamericano de Los Ángeles y en México,  debe su fama en mayor parte por su participación en el reality de Televisa:  Big Brother PM en el cual interpretaba a Daniel "El Dandy" Villarreal, estudiante de diseño gráfico. Galo realizó el casting personificado de este personaje: "[...] Fue un trabajo de mucha preparación. También sufrí, porque me infiltraron desde el principio, desde el 'casting'; gente de la producción no sabía que yo era un actor realmente. Fue una sorpresa para todos"  al ser aceptado en el reality fue puesto a trabajar como infiltrado con la única misión de causar caos entre los habitantes y cumplir las órdenes del público. Desafortunadamente, tuvo que salir durante el día 11 porque mediante una votación, el público decidió que él saliera y que, en su lugar, entrará Eduardo "El Chile" Miranda. A menos de un día después, el público comentó su desaprobación en Twitter creando varias tendencias comentando que el show era un fraude y que dicha votación nunca había existido y además, exigían que Galo volviera a entrar de nuevo. Galo, al momento de salir catalogó la experiencia como un gran reto y comentó: "Este fue el reto de actuación más grande de mi carrera" 

## Carrera
Originario de Monterrey y que actualmente radica en Los Ángeles, Daniel Galo es egresado de la American Academy of Dramatic Arts, donde se preparó para posteriormente convertirse en actor. Fue el primer residente de Baja California en viajar a Cannes para mostrar su corto Esperame en el que participó como director y guionista. Este cortometraje ganó un premio durante el festival Los Angeles Latino International Film Festival. Galo, también participó en el largometraje documental Flores para el soldado, en el cual participó como Coproductor y Codirector, este, ganó un Premio Ariel por mejor largometraje documental.
También, fue el actor principal de la cinta Levantamuertos, que está a la espera de ser estrenada en complejos cinematográficos reconocidos como Cinépolis durante el final del año 2015.
Participó durante la cuarta edición de Big Brother (México) como un actor infiltrado tomando el papel de Daniel "El Dandy" Villanueva, el cual supuestamente era un diseñador gráfico huérfano procedente de Texas. El Dandy y Galo salieron durante el día 11 debido a que, en palabras de Adela Micha «tenía un trato con Big Brother que tiene que cumplir».

## Filmografía

### Como actor
| Año  | Rol               | Trabajo                | Notas                                    |
| ---- | ----------------- | ---------------------- | ---------------------------------------- |
| 2004 | Marco             | Un diluvio             | Película                                 |
| 2008 | Alberto           | La mejor lucha         | Película                                 |
| 2008 | Felipe            | Tango                  | Cortometraje                             |
| 2009 | Chino             | Esperanza Beach        | Cortometraje                             |
| 2009 | Hector            | Being Jason            | Cortometraje                             |
| 2009 | Marco             | Black And Blue         | Película                                 |
| 2010 | Miguel (joven)    | Mariela                | Video                                    |
| 2010 | Dorian Quetzal    | Dulcinea               | Cortometraje                             |
| 2012 | Dorian Quetzal    | Shades of Julia        | Película                                 |
| 2012 | Esteban (joven)   | Los Traficantes        | Película                                 |
| 2012 | Humberto          | Petty ofense           | Serie de Televisión                      |
| 2012 | Jesus             | Jesus and the Military | Cortometraje                             |
| 2013 | Iván Castro       | Levantamuertos         | Película                                 |
| 2015 | Daniel Villanueva | Big Brother PM         | Concursante, abandono forzado el día 11. |

### Como actor de doblaje
| Año  | Rol          | Trabajo                  | Notas                                          |
| ---- | ------------ | ------------------------ | ---------------------------------------------- |
| 2012 | Fox McCloud  | Star Fox 64 3D           | Videojuego                                     |
| 2012 | Brewster     | Chuggington              | Serie de televisión infantil de Disney Channel |
| 2013 | Peter Parker | Lego Marvel Super Heroes | Videojuego                                     |
| 2013 | Liam Cooper  | Belleza y poder          | Serie de Televisión                            |
| 2013 | J.R Godfrey  | Hemlock Grove            | Serie original de Netflix                      |
| 2013 | Varios       | Grand Theft Auto V       | Videojuego                                     |

### Como director
| Año  | Trabajo                | Notas      |
| ---- | ---------------------- | ---------- |
| 2008 | Flores para el soldado | codirector |
| 2011 | Espérame               |            |
| 2015 | One minute to leave    | codirector |

### Como escritor
| Año  | Trabajo        | Notas                                               |
| ---- | -------------- | --------------------------------------------------- |
| 2006 | Celos          |                                                     |
| 2008 | La mejor lucha | Basado en una historia original de Gonzalo Martínez |
| 2011 | Espérame       |                                                     |

### Como productor
| Año  | Trabajo                | Notas                                     |
| ---- | ---------------------- | ----------------------------------------- |
| 2006 | Celos                  |                                           |
| 2008 | Flores para el soldado | En coproducción con Iván García Hernández |

## Premios y nominaciones
| Año  | Premiación                       | Categoría                             | Trabajo                | Resultado |
| ---- | -------------------------------- | ------------------------------------- | ---------------------- | --------- |
| 2010 | Premio Ariel                     | Mejor largometraje documental         | Flores para el soldado | Ganador   |
| 2011 | Los Angeles Latino Film Festival | Premio de la audiencia a cortometraje | Esperame               | Ganador   |